# The Yellow Menace
The Yellow Menace foi um seriado estadunidense da época do cinema mudo, produzido pela Serial Film Corporation em 1916, no gênero aventura, dirigido por Aubrey M. Kennedy. Foi o único seriado da Serial Film, companhia cinematográfica presidida por William Steiner.
Enquanto o filme era veiculado nos cinemas, de 4 de setembro a 18 de dezembro de 1916, a história homônima, do escritor britânico Louis Tracy, era publicada no jornal, em capítulos. Não houve publicação em livro.
Este seriado é considerado perdido.

## Elenco
- Edwin Stevens	 ...	Ali Singh

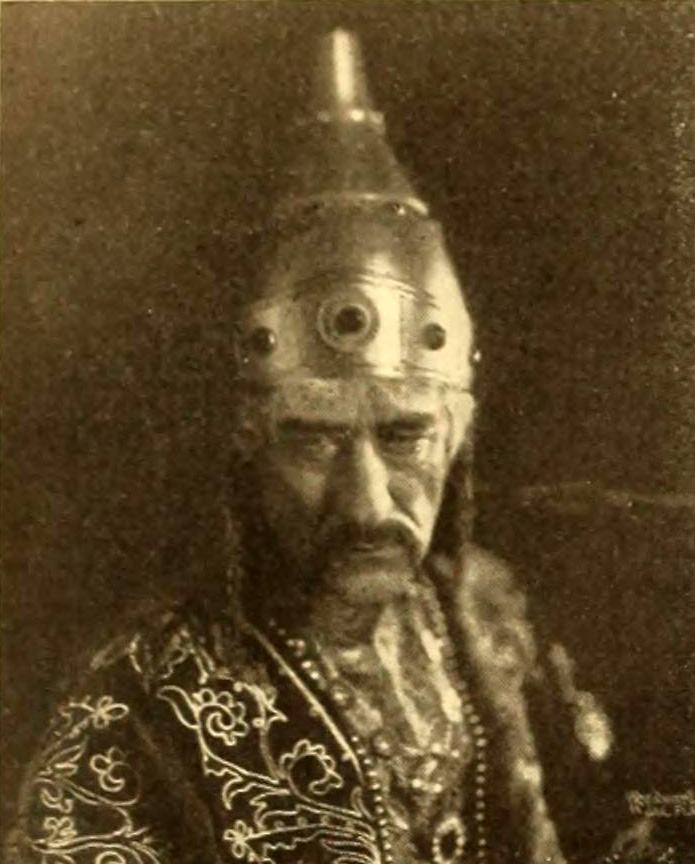
Edwin Stevens em Yhe Yellow Menace

- Florence Malone	 ...	Princesa Nadice
- Marguerite Gale	 ...	Margaret Brown
- Armand Cortes	 ...	Hong Kong Harry
- David Wall		 ...	J.D. Bronson (creditado como Dave Wall)
- Tina Marshall	 ...	Mary Manning
- Eric Mayne	 	...	Errol Manning
- J. Albert Hall	 ...	Capitão Kent
- William McKey	 ...	Porcupine Patterson
- Roy Gahris	 	...	Foo Jong
- Mary T. Rose	 ...	Miss Mirell
- Marie Treador

## Capítulos
1. Hidden Power
2. The Mutilated Hand
3. The Poisonous Tarantula
4. Plot of a Demon
5. The Haunted House
6. The Torture Chamber
7. Drops of Blood
8. The Time-Clock Bomb
9. The Crystal Globe
10. A Message from the Sky
11. The Half-Breed's Hatred
12. Aeroplane Accident
13. The Spy and the Submarine
14. Interrupted Nuptials
15. The Pay of Death
16. The Final Strand

## Produção
Apesar de o vilão ser um chinês, Ali Singh, o intérprete, Edwin Stevens, não era oriental.
A esposa do produtor William Steiner, Marie Treador, fez um pequeno papel no seriado.